# 1968年苏拉威西岛地震
1968年苏拉威西岛地震是指1968年8月15日发生于印度尼西亚苏拉威西岛西北部的强烈地震。该次地震震中位于北纬0.157度、东经119.802度，震级为MW 7.2级、Ms 7.2级，震源深度约为17至23千米，最大烈度为9(IX)度。

## 发震背景
巽他板块是一个位于亚洲东南部的板块，巽他板块的东面、南面和西面边界均有复杂构造和活跃地壳活动，而北面的边界相对较为平静。
苏拉威西岛位于澳大利亚板块、太平洋板块、菲律宾板块和巽他板块之间相互作用的复杂地带，因此发育了许多小型的微板块。在本次地震发生50年后，震中同样位于苏拉威西岛西北部分的2018年苏拉威西岛地震即发生于巽他板块中的莫鲁卡海微板块，是一次走滑断层事件。

## 震害情况
1968年苏拉威西岛地震引发了一场最大高度约为8至10米的海啸。该海啸浸入了震中附近的陆地约300米，造成了214人遇难，另有700栋房屋被摧毁。